# 格利泽3522
格利泽3522是一個位於巨蟹座的三星系統，距離地球22光年。三顆恆星均為紅矮星。